# Lauren Price
Lauren Louise Price (nacida el 25 de junio de 1994) es una boxeadora profesional galesa, ex boxeadora amateur y ex kickboxer y futbolista  que ostenta el título unificado del peso welter femenino de la AMB, el CMB, la FIB, la OIB y el Ring desde el 7 de marzo de 2025. Fue la primera campeona británica de boxeo profesional de la historia, ya que ganó el título del peso welter el 6 de mayo de 2023 y lo mantuvo hasta que dejó vacante el cinturón al convertirse en campeona del mundo. Mientras representaba a Gales en el deporte aficionado ganó una medalla de bronce en los Juegos de la Commonwealth de 2014, convirtiéndose en la primera mujer galesa en ganar una medalla de boxeo en los Juegos de la Commonwealth. Cuatro años después superó este logro al ganar el oro en los Juegos de la Commonwealth de 2018, seguido de un oro en los Campeonatos del Mundo de 2019. Mientras representaba a Gran Bretaña, ganó medallas de oro en los Juegos Europeos de 2019 y en los Juegos Olímpicos de Verano de 2020.
Como amateur, Price fue simultáneamente la poseedora de los títulos de los Juegos Olímpicos, del Mundo, de los Juegos Europeos y de los Juegos de la Commonwealth en el peso medio hasta 2019 y 2021, siendo el campeonato de Europa (el campeonato continental de la EBA distinto de los Juegos Europeos) el único gran premio que se le resistió, a pesar de ganar tres medallas de bronce.
Price también jugó al fútbol durante varios años con el Cardiff City, con el que ganó la temporada inaugural de la Welsh Premier Women's Football League en 2013. Tras ser capitana de Gales en la categoría sub-19, debutó con la selección absoluta en 2012. Dejó de jugar al fútbol en 2014 para centrarse en su carrera como boxeadora.

## Biografía
Price nació en Newport (Gales), pero creció en Ystrad Mynach (Caerphilly), donde la criaron sus abuelos. Estudió en el Heolddu Comprehensive School de Bargoed. Mostró un gran interés por varios deportes, y a los diez años empezó a practicar fútbol, netball y kickboxing, este último tras recibir ánimos de su abuelo. Como kickboxer, Price ganó una medalla de plata en el Campeonato del Mundo de Atenas 2007 a la edad de 13 años, compitiendo contra rivales que le doblaban la edad, y se convirtió en la competidora más joven de la historia en el Campeonato Británico. Posteriormente se convirtió en cuatro veces campeona del mundo y seis veces campeona de Europa de este deporte, y más tarde compitió en taekwondo.
Price estudió una Licenciatura en Entrenamiento y Desarrollo de Fútbol en la Universidad de Gales del Sur. Price fue nombradao Miembro de la Orden del Imperio Británico (MBE) en los Honores de Año Nuevo de 2022 por sus servicios al boxeo. Su pareja es la boxeadora de peso pluma y también zurda Karriss Artingstall.

## Trayectoria futbolística

### Club
Price fue descubierta por ojeadores del Cardiff City. Atribuyó a sus entrenamientos de kickboxing la mejora de su juego: «Podía chutar un balón mucho más lejos que cualquiera de mis compañeras» y «puede que tuviera un umbral del dolor más alto que el resto». Formó parte del equipo sub-16 del club que ganó la sección galesa de la Tesco Cup en 2010, siendo nombrada mejor jugadora del torneo.
Ascendió al equipo sénior del Cardiff y ganó el título inaugural de la Welsh Premier Women's Football League durante la temporada 2012-13 tras su decisiva victoria por 5-2 sobre el Wrexham en el último partido de la temporada. Price fue nombrada Jugadora del Año del club durante la temporada en la que ganaron el título. Price también fue nombrada Jugadora del Año del Club de la Asociación de Fútbol de Gales (FAW). En 2014, Price se apartó del fútbol para concentrarse en su carrera como boxeadora antes de los Juegos de la Commonwealth de 2014.

### Internacional
Tras haber sido capitana de Gales en la categoría sub-19, Price debutó con la selección absoluta de Gales el 16 de junio de 2012, sustituyendo a Sarah Wiltshire en los últimos compases de la victoria por 1-0 ante la República de Irlanda.

## Trayectoria en boxeo amateur
Price empezó a boxear de adolescente, pero se aficionó a este deporte tras ver a la púgil británica Nicola Adams ganar la medalla de oro en los Juegos Olímpicos de Londres 2012. Tras competir en un único combate amateur a los 17 años, participó en los Campeonatos del Mundo Femenino Europeo y Juvenil, donde se colgó la medalla de bronce. En los Juegos de la Commonwealth de 2014, se convirtió en la primera mujer galesa en conseguir una medalla de boxeo en los Juegos de la Commonwealth tras derrotar a Kaye Scott en cuartos de final de la división de peso medio femenino para garantizarse al menos el bronce. Se enfrentó a Ariane Fortin en semifinales, pero sufrió una derrota por decisión dividida.
Consiguió otra medalla de bronce en los Campeonatos de Europa de Boxeo Amateur Femenino de 2016. En 2018, ganó la medalla de oro en los Juegos de la Commonwealth, tras derrotar a Caitlin Parker por decisión dividida en la final del evento. En mayo de 2019, Price fue seleccionada para competir en los Juegos Europeos de 2019 en Minsk, Bielorrusia, ganando la medalla de oro.
Price compitió en los Juegos Olímpicos de Verano de 2020 en Tokio,  venciendo a la boxeadora holandesa Nouchka Fontijn en la semifinal de peso mediano. Ganó el oro contra Li Qian de China, convirtiéndose en la primera boxeadora galesa de cualquier género en ganar una medalla de oro olímpica.  

## Trayectoria en boxeo profesional
El 6 de mayo de 2023, en el Resorts World Arena de Birmingham (Inglaterra), Price ganó el primer combate por el título británico femenino de la historia del boxeo profesional, convirtiéndose en la primera campeona británica del peso welter y la primera mujer en recibir el cinturón Lonsdale. Derrotó a Kirstie Bavington por decisión unánime.

### Campeona de peso welter de la AMB

#### Price vs. McCaskill
El 14 de marzo de 2024, se anunció que Price desafiaría a Jessica McCaskill por sus títulos mundiales de peso welter femenino de la AMB, la OIB y el Ring el 11 de mayo de 2024 en el Cardiff International Arena de Cardiff, Gales. Price ganó el combate por decisión técnica unánime después de que un choque accidental de cabezas que tuvo lugar en el quinto asalto causara una lesión en el ojo de McCaskill y se dictaminara que no podía continuar al comienzo del noveno asalto. La victoria convirtió a Price en la primera mujer campeona del mundo de boxeo profesional de Gales.

#### Price vs. Mateus
El 14 de diciembre de 2024, Price defendió por primera vez sus títulos de la AMB, la OIB y el Ring del peso welter contra Bexcy Mateus en Liverpool (Inglaterra). Ganó por nocaut en el tercer asalto.

#### Precioice vs. Jonas
Price derrotó a Natasha Jonas por decisión unánime en el Royal Albert Hall de Londres, Inglaterra, el 7 de marzo de 2025 para retener su título welter de la AMB, y reclamar los títulos del CMB y la FIB.

## Récord de boxeo profesional
| 9 combates   | 9 victorias | 0 derrotas |
| ------------ | ----------- | ---------- |
| Por nocaut   | 2           | 0          |
| Por decisión | 7           | 0          |

| No. | Resultado | Record | Oponente                 | Tipo | Ronda, hora  | Fecha      | Lugar                                                  | Notas |
| --- | --------- | ------ | ------------------------ | ---- | ------------ | ---------- | ------------------------------------------------------ | --- |
| 9   | Ganadora  | 9-0    | Natasha Jonas            | UD   | 10           | 7/03/2025  | Royal Albert Hall, London, England                     | Conservó los títulos de la AMB, la OIB y The Ring del peso welter femenino; Ganó los títulos de la CMB y de la FIB. |
| 8   | Ganadora  | 8–0    | Bexcy Mateus             | TKO  | 3 (10) 1:42  | 14/12/2024 | Exhibition Centre, Liverpool, England                  | Ha retenido los títulos de la AMB, la OIB y The Ring del peso wélter femenino.                                      |
| 7   | Ganadora  | 7–0    | Jessica McCaskill        | TD   | 9 (10), 0:02 | 11/05/2024 | Cardiff International Arena, Cardiff, Wales            | Ganó los títulos WBA, IBO, y The Ring female welterweight titles.                                                   |
| 6   | Ganadora  | 6–0    | Silvia Bortot            | PTS  | 8            | 10/12/2023 | Bournemouth International Centre, Bournemouth, England | |
| 5   | Ganadora  | 5–0    | Lolita Muzeya            | TD   | 6 (8), 0:24  | 2/09/2023  | Manchester Arena, Manchester, England                  | Finalizado por un choque de cabezas en el 5º asalto                                                                 |
| 4   | Ganadora  | 4–0    | Kirstie Bavington        | UD   | 10           | 6/05/2023  | Resorts World Arena, Birmingham, England               | Gana la Título británico femenino del peso welter inaugural                                                         |
| 3   | Ganadora  | 3–0    | Naomi Mannes             | UD   | 8            | 11/03/2023 | Zénith Paris, Paris, France                            | |
| 2   | Ganadora  | 2–0    | Timea Belik              | TKO  | 4 (6), 1:18  | 15/10/2022 | The O2 Arena, London, England                          | |
| 1   | Ganadora  | 1–0    | Valgerdur Gudstensdottir | PTS  | 6            | 11/06/2022 | The SSE Arena Wembley, London, England                 | |

## Honores
Ciudad de Cardiff
- Liga Premier de Fútbol Femenino de Gales ; 2012-13 [15]

Individual
- Jugador del año del club FAW: 2013 [17]
- Personalidad deportiva del año de la BBC Cymru de Gales : 2021 [45]